# Елизабет фон Насау-Диленбург (1564 – 1611)
Елизабет фон Насау-Диленбург (на немски: Elisabeth von Nassau-Dillenburg; * 24 януари 1564, Диленбург; † 5 май 1611, Франкфурт на Майн, погребана в Бюдинген) е графиня от Насау-Диленбург и чрез женитби графиня на Насау-Саарбрюкен и на Изенбург-Бюдинген и бургграфиня на Гелнхаузен.

## Произход
Тя е най-голямата дъщеря на граф Йохан VI фон Насау-Диленбург (1536 – 1606) и първата му съпруга Елизабет фон Лойхтенберг (1537 – 1579), дъщеря на ландграф Георг III фон Лойхтенберг (1502 – 1555) и Барбара фон Бранденбург-Ансбах-Кулмбах (1495 – 1552).

## Фамилия
Първи брак: на 3 октомври 1583 г. в Нойвайлнау с граф Филип IV фон Насау-Вайлбург (* 14 октомври 1542, Вайлбург; † 12 март 1602, Саарбрюкен). Тя е втората му съпруга. Бракът е бездетен.
Втори брак: на 16 април или 7 май 1603 г. с граф Волфганг Ернст I фон Изенбург-Бюдинген (* 29 декември 1560, Бирщайн; † 20/21 май 1633, Бирщайн). Тя е втората му съпруга. Те имат един син:
- Волфганг Ернст (* 31 март 1605, Бирщайн; † 4 март 1606, Бирщайн)